# Ajoupa-Bouillon

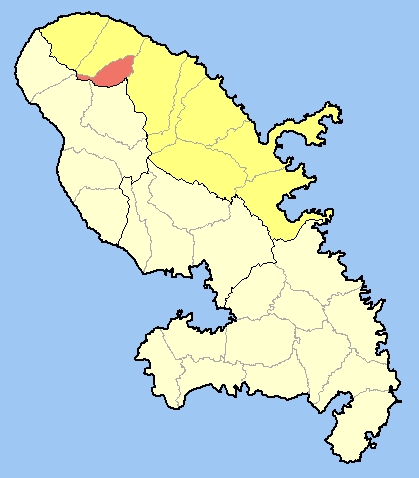
Situació d'Ajoupa-Bouillon

Ajoupa-Bouillon és un municipi francès, situat a la regió de Martinica. El 2009 tenia 1.645 habitants. Es troba a 39 kilòmetres de Fort-de-France.

## Història
Va ser fundada en 1889, va patir un cicló el 1891 i es va veure seriosament afectada per l'erupció de 1902. Segons una explicació etimològica, deu el seu nom a Jean Gobert de Bouillon, originari de Llenguadoc, qui en el segle xvii es va construir una residència a la localitat. De fet, en creolé ajoupa significa abric.

## Administració
| Període | Identitat     | Partit        |
| ------- | ------------- | ------------- |
| 2008-   | Maurice Bonté | Divers droite |